# Riese Pio X
Riese Pio X là một đô thị (comune) thuộc tỉnh Treviso, vùng Veneto, Ý. Đô thị này có diện tích 30 km2, dân số là 9631 người (thời điểm năm 2005). Tên gọi cộng đồng này, giống như trường hợp của Sotto il Monte Giovanni XXIII, là tưởng nhớ cư dân nổi tiếng nhất của mình, Giuseppe Sarto, người sau này đã trở thành giáo hoàng Pius X (tiếng Ý: Pio X). 